# Mt.Gox
Mt.Gox (от англ. Mount Gox) — онлайн-сервис обмена цифровых валют (или криптобиржа), осуществлявший операции между криптовалютой Bitcoin и национальными валютами. По состоянию на август 2013 года около 47 % всех транзакций в сети Bitcoin производилось через эту площадку. По состоянию на январь 2014 года сервис занимал третье место по объёму торгов на рынке, а обменный курс Bitcoin был значительно выше, чем на остальных аналогичных площадках в связи с задержками вывода средств в долларах, возникших из-за действий властей США.
Mt.Gox основана в 2007 году Джедом МакКалебом (англ. Jed McCaleb). На начальном этапе она занималась торговлей игровыми картами Magic the Gathering, от чего и произошло название — Magic The Gathering Online eXchange. В марте 2011 года продана японской компании «TIBANNE Co., Ltd.», основанной в 2009 году и зарегистрированной торговой палатой Токио.
Руководитель — Марк Карпелес, также известный под никнеймом MagicalTux.
15 апреля 2014 года Mt.Gox подала заявление о ликвидации в суд Токио.

## Инциденты с торгами
19 июня 2011 года из-за нарушения в безопасности на Mt.Gox мошенническим путём стоимость номинальной цены Bitcoin была снижена до 1 цента, после чего, как утверждают, взломщик использовал учётные данные со скомпрометированного компьютера аудитора Mt.Gox для незаконной передачи самому себе большого числа Bitcoin. Он использовал программное обеспечение Mt.Gox для продажи по заниженному номиналу, выставляя заявку о продаже по любой цене. Через несколько минут цена была приведена ко значению, установленному легальными торгами клиентов. Пострадали счета с эквивалентом валюты в более чем 8 750 000 долларов.
После инцидента с несанкционированным доступом к данным пользователей в июне 2011 года Mt.Gox ввела USB-брелок YubiKey для двухуровневой системы аутентификации. При входе пользователь брелока должен ввести не только своё учётное имя и пароль, но и одноразовый ключ, генерируемый брелоком при нажатии. При более длительном нажатии брелок генерирует ключ другой серии, необходимый для перевода средств из системы. Как утверждается в описании услуги, при использовании ключа все предыдущие сгенерированные ключи становятся недействительными.
В марте 2013 года журнал транзакций bitcoin временно разделился на два независимых журнала с различными правилами, по которым принимается транзакция. Mt.Gox кратковременно приостановила счета в bitcoin. После этого события цена bitcoin также ненадолго снизилась на 23 % до 37 долларов, пока не была восстановлена предыдущая версия журнала и цена вернулась примерно к 48 долларам.

## Приостановление торгов
- Mt.Gox приостанавливала торги с 11 апреля 2013 по 12 апреля 2013 2am UTC для «восстановления рынка»[17]. Котировка после возобновления работы упала до 62,59 доллара.
- В феврале 2014 Mt.Gox полностью остановил торги. Решается вопрос о проведении процедуры банкротства.
- 20 марта 2014 г. гендиректор компании Марк Карпелес объявил, что ранее считавшиеся утерянными 200 000 bitcoin на общую сумму около 116 млн долларов оказались в электронном кошельке старого формата, который использовался до июня 2011 года. Из соображений безопасности эту сумму перевели в офлайн-кошельки и проинформировали об этих транзакциях судебные и надзорные органы, занимающиеся кражей у Mt.Gox bitcoin и банкротством. Таким образом, число исчезнувших bitcoin сократилось с 850 000 до 650 000[18].
- 15 апреля 2014 года Mt.Gox подала заявление о ликвидации в суд Токио[6].